# اتصال‌دهنده قلاب-حلقه

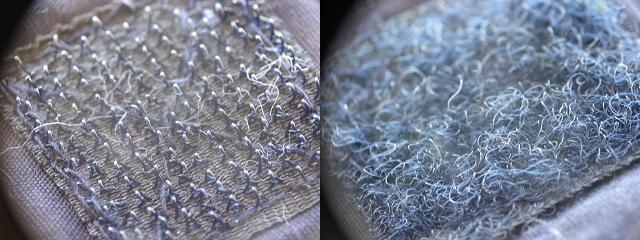
قلاب‌ها (چپ) و حلقه‌ها (راست)

چسب نر و ماده  قلاب-حلقه (به انگلیسی Hook-and-loop fasteners) یا اتصال‌دهنده‌های لمسی(به انگلیسی touch fasteners) که نشان تجاری عام ولکرو (به فرانسوی: Velcro) نیز برای آن بکار می‌رود و چسبک، بست قلاب‌دار، پارچه چسبی یا چسب پارچه‌ای، نیز نامیده می‌شود از دو پارچه که یکی دارای حلقه‌های ریز و دیگری قلاب‌های ریز دارد تشکیل می‌شود که با قرار گرفتن روی هم قلاب‌ها در حلقه‌ها فرو می‌روند و وقتی جدا می‌شوند سطح پارچه ای مستقلی هستند. اتصال‌دهنده قلاب حلقه در سال ۱۹۴۸ میلادی توسط مهندس برق سوئیسی ژُرژ د-مِسترال اختراع شده و در سال ۱۹۵۵ توسط وی به ثبت رسیده‌است.
کلمه Velcro از مجموع دو کلمه فرانسوی Velours بمعنی مخمل و Crochet بمعنی قلاب گرفته شده‌است. بست ولکرو از دولایه تشکیل شده که معمولاً به شکل دو نوار یا دو مربع در دو طرف جسمی که لازم است بهم وصل گردد قرار داده می‌شوند. لایه اول از قلاب‌های بسیار کوچک و لایه دوم از حلقه‌های ریز تشکیل شده‌است. وقتی بهم فشرده شوند قلاب‌ها در حلقه‌ها فرورفته و بست محکم می‌گردد.
نمونه‌های اولیه از پارچه کتانی ساخته شده بودکه بعلت مقاومت کم آنها، با الیاف نایلون و پلی استر جایگزین گردید. این بست در البسه و وسائل زندگی جایگزین دکمه، زیپ، بندکفش و کیف شده‌است.
حق ثبت مخترع در سال ۱۹۷۸ پایان یافته ولی ولکرو به عنوان یک علامت جهانی در بسیاری از کشورها و زبان‌های مختلف کاربرد دارد.

## تاریخچه

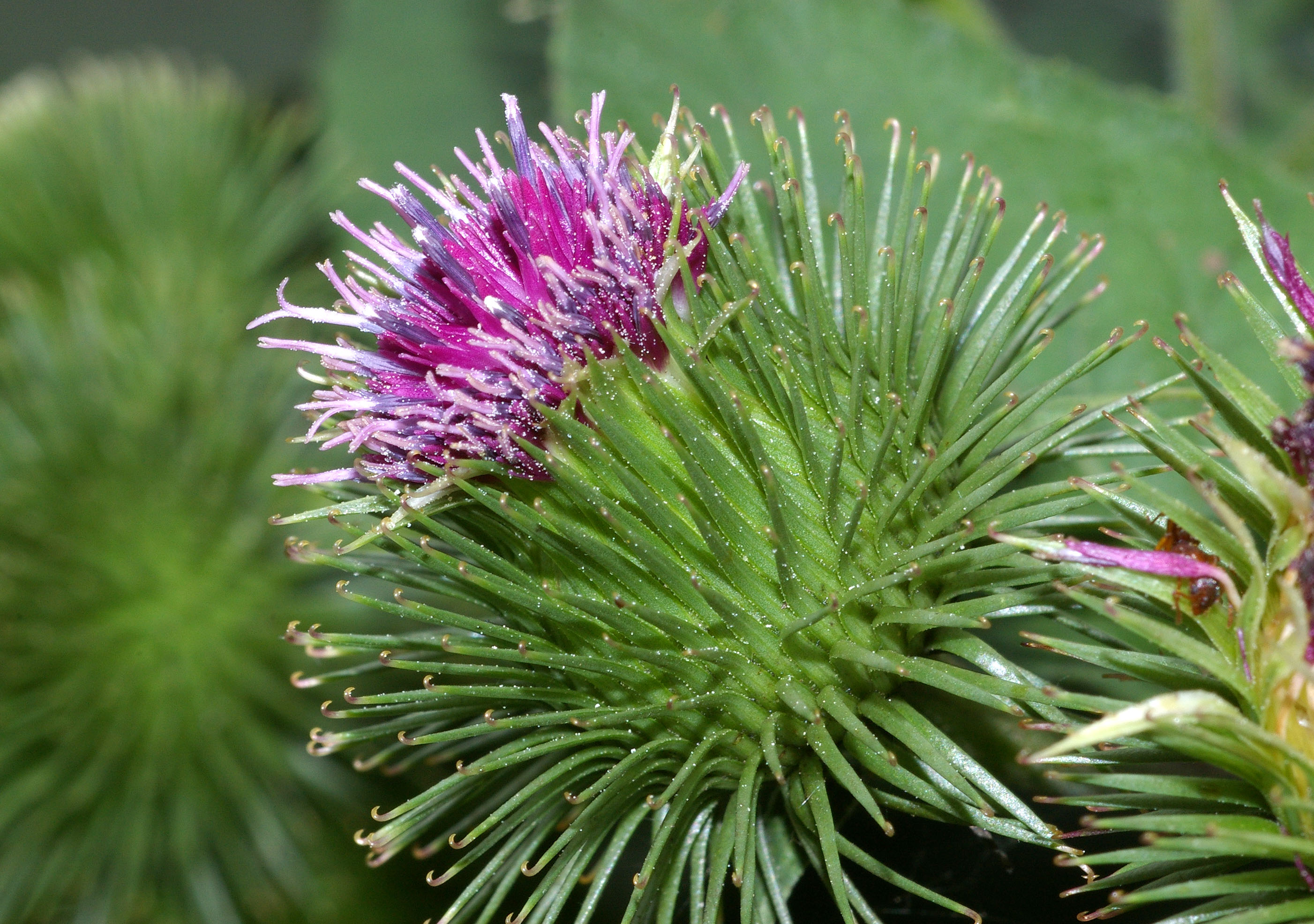
میوه کیاه باباآدم

اختراع آن توسط مهندس برق سوئیسی ژُرژ دُ-مِسترال صورت گرفته‌است. وی در سال ۱۹۴۱ در حین بازگشت از شکار و عبور از مزرعه متوجه چسبیدن گل‌های خشگ گیاه باباآدم (Arctium) به لباس خود و موهای سگش گردید. با بررسی آن‌ها در زیر میکروسکپ، فراوانی قلاب‌های آن و روش چسبندگی آن‌ها را مشاهده کرد. او کشف خود را در کارخانه‌ای در لیدن تبدیل به نوار کتانی حاوی قلاب نمود و آن را چندین بار امتحان کرد، ولی نوار کتان جواب نداد و بعد از چند بار چسبیدن خاصیت خود را از دست داد. بنابراین او از الیاف نایلون به عنوان قلاب استفاده کرد.
فرایند اصلاح نوع و مکانیسم قلاب‌ها و حلقه‌ها ۱۰ سال طول کشید.
در سال ۱۹۵۸ روزنامه‌ها خبر دادند که زیپ بدون زیپ اختراع شده‌است. بزودی تولیدکنندگان در سراسر دنیا به‌خصوص در منچستر، سوئد، کانادا و آمریکا تولید و عرضه آن را آغاز کردند. بعد از اتمام حق ثبت آن در سال ۱۹۷۸، تولید انواع مشابه در تایوان، چین، و کره جنوبی ساخته و عرضه شد.
مخترع آن گفته بود «توصیه من به مدیران اینست که هرگاه یکی از کارمندان مرخصی دو هفته‌ای برای رفتن به شکار خواستند فوراً موافقت کنید.»

## قدرت
ولکرو به اندازه ۲ اینچ مربع می‌تواند یک شخص ۷۹ کیلوگرمی را علیه گرانش زمین نگهدارد. مقدار نیرو بستگی به طرز قرار گرفتن حلقه‌ها و قلاب‌ها دارد و اینکه چه سطحی از آن‌ها باهم درگیر شده‌اند. لرزش و حرکت آهسته بعلت چسبندگی بیشتر آن‌ها قدرت بست را زیاد می‌کند. لباس کامل از این بست می‌تواند شخص را به دیوار بچسباند.

## موارد مصرف

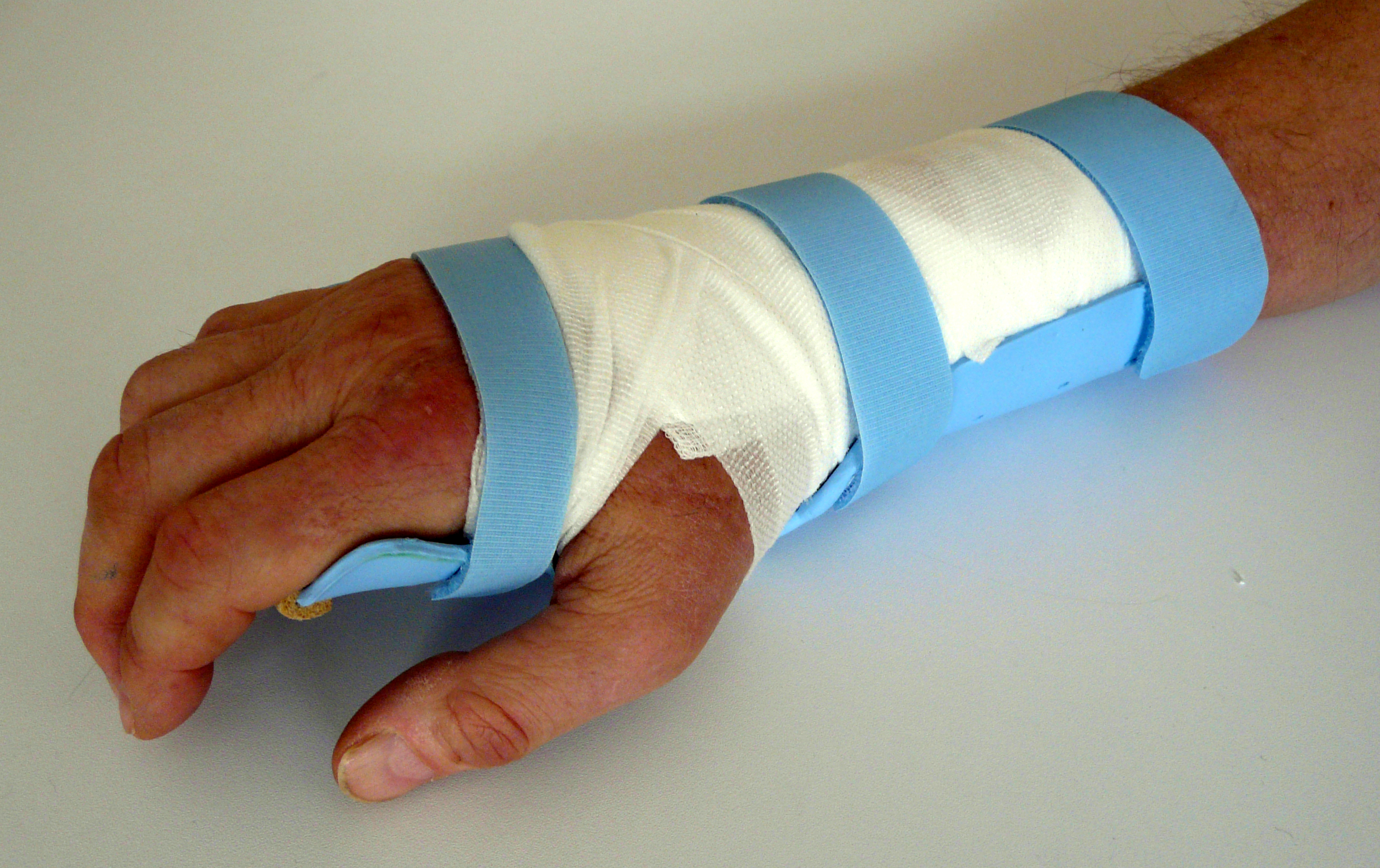
مچ بند طبی با بست ولکرو

تقریباً در هر جسمی که لازم است به‌طور موقت به همدیگر بسته شوند، کاربرد دارد. مصرف عمده آن در البسه و کفش و کیف به جای دکمه و بند بکار می‌رود. در ارتش، وسائل خانه و حتی در ایستگاه فضائی ناسا از ولکرو استفاده می‌شود.